# フィリップ・ウォーカー
フィリップ・ウォーカー（Phillip Walker、1937年2月11日 - 2010年7月22日）は、米国のブルース・ギタリスト、シンガー。1959年からカリフォルニア州ロサンゼルスを拠点に活動。テキサス・ブルースの流れを汲むスウィング感溢れるサウンドを基調としながら、幅広い音楽性を聴かせた。

## 来歴
1937年2月11日、ルイジアナ州ウェルシュに生まれる。小作人の家庭の12人兄弟の7番目の子であった。8歳のとき、家族とともにテキサス州ポートアーサーに移住し、クラレンス・"ゲイトマウス"・ブラウン、ライトニン・ホプキンスらテキサスのギタリスト達の影響を受けながらギターの腕を磨く。
1953年にザディコの大御所、クリフトン・シェニエと出会い、彼のルイジアナ・レッド・ホット・バンドに加入した。シェニエとは、ツアー、レコーディングを行うなど数年間活動を共にする。また、他にもリトル・リチャード、ファッツ・ドミノ、エタ・ジェイムズら数多くのアーティストのバックでもプレイするようにもなった。
1959年、ウォーカーはロサンゼルスに移住し、エルコ・レーベルよりシングル「Hello My Darling」でデビューした。この曲は、彼の代表曲として知られるようになり、その後もウォーカーは何度かレコーディングをしている。1960年代には、アイナ・“ビー・ボップ”・ビアトリスと出会い結婚。彼女とのデュオ、フィル・アンド・ビー・ボップとしても活動した。AMCなどのレーベルにソロ、デュオの双方でレコーディングを重ね、またエディ・テイラー、テディ・レイノルズらのサイドマンとしてのレコーディングも経験している。
しかしながら、彼がまとまった形の作品を作るようになるのは、1970年代まで待たなければならない。1960年代後半にプロデューサーのブルース・ブロムバーグと出会い、1973年に彼のプロデュースのもとでレコーディングされた『The Bottom of the Top』でアルバム・デビューを果たす。続いて1977年には、『Someday You'll Have These Blues』をリリースしている。
1979年、ハーモニカ・プレイヤーのジョージ・スミスとともに初来日。来日公演では、吾妻光良、山岸潤史といった日本ギタリストとの共演もした。
1980年代には、ラウンダー、ハイトーンといったレーベルから作品をリリース。1990年代になると、オーティス・グランドとの共作『Big Blues from Texas』をイギリスのレーベル、JSPからリリースする。その後、ブラックトップと契約し、2枚の作品をリリースした。1作目『Working Girl Blues』では、ザディコ調の曲も織り込み、ルイジアナ州出身らしい一面もみせた。
1997年には、パークタワー・ブルース・フェスティバル出演のため、2度目の来日。一方、1999年にはロニー・ブルックス、ロング・ジョン・ハンターと組み、ローンスター・シュートアウトの名義でアリゲーターからアルバムをリリースする。このメンバーでツアーも行った。
2002年のライヴ盤に続き、2007年にはスタジオ録音作としては実に9年ぶりとなる『Going Back Home』をデルタ・グルーヴ・プロダクションズからリリース。深みのあるサウンドで、健在ぶりを示した。
2010年7月22日、米国カリフォルニア州パームスプリングスにて、心不全のため死去。73歳没。

## ディスコグラフィ

### アルバム
- 『ボトム・オブ・ザ・トップ』 - The Bottom of the Top (1973年、Playboy)
- 『サムデイ・ユール・ハヴ・ディーズ・ブルース』 - Someday You'll Have These Blues (1977年、Joliet)
- 『ザ・ブルース・ショウ! ライヴ・アット・ピット・イン』 - The Blues Show! Live at Pit Inn (1980年、Yupiteru) (来日公演ライヴ。ジョージ・スミスとの共演)
- From L.A. to L.A. (1982年、Rounder)
- Tough As I Want to Be (1984年、Rounder)
- 『ブルース』 - Blues (1988年、Hightone)
- Big Blues from Texas (1994年、JSP)
- Working Girl Blues (1995年、Black Top)
- I Got a Sweet Tooth (1998年、Black Top)
- Lone Star Shootout (1999年、Alligator) (ロニー・ブルックス、ロング・ジョン・ハンターとの共作)
- Live at Biscuits & Blues (2002年、M.C.)
- 『ゴーイング・バック・ホーム』 - Going Back Home (2007年、Delta Groove Productions)

## 脚註
1. ↑  Bluesman Phillip Walker, Singer-Guitarist Recorded with Louisiana Artists Dies Archived 2010年7月26日, at the Wayback Machine. AllAbout Jazz 2010-7-22